# HC Energie Karlovy Vary
HC Energie Karlovy Vary (celým názvem: Hockey Club Energie Karlovy Vary) je český klub ledního hokeje založený v roce 1932, který sídlí v Karlových Varech. Svůj současný název nese od roku 2002. Od roku 1997 (kromě sezóny 2017/18) působí v Extralize, české nejvyšší soutěži ledního hokeje. Své domácí zápasy odehrává v Mattoni Areně s kapacitou 5 874 sedících diváků. Dne 4. května 2020 se logo a klubové barvy změnily. Původní zelená, bílá a černá se změnila na černou a bílou a změnilo se také logo.

## Historie

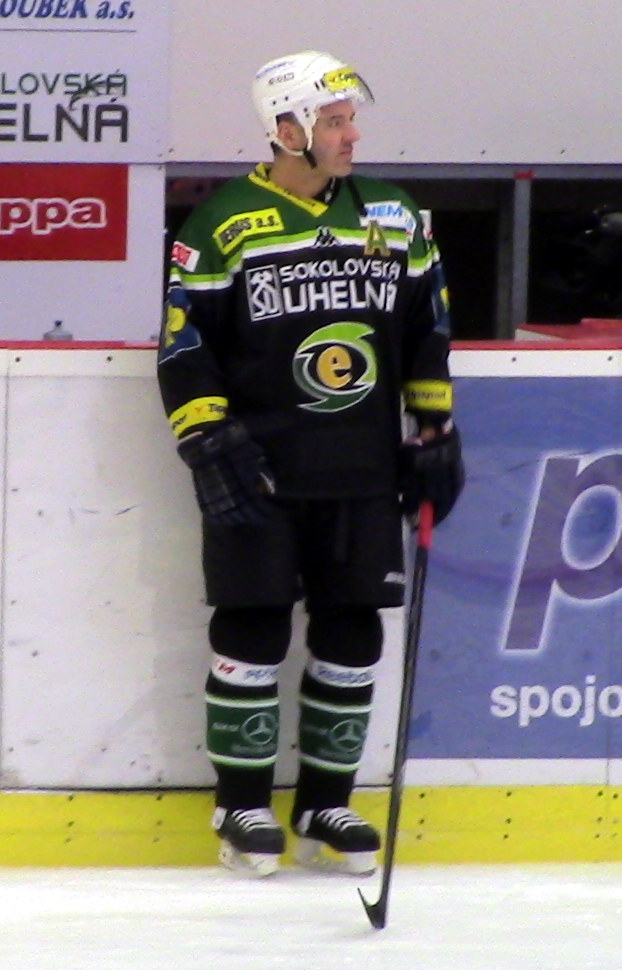
Hráč v dresu HC Karlovy Vary

Dějiny karlovarského hokeje se píší od roku 1932, kdy byl několika nadšenci založen klub SK Slavia Karlovy Vary. Domácí arénou tohoto týmu byl malý rybníček, lidově nazýván Malé Versailles. V roce 1948 byla v Karlových Varech vybudována umělá ledová plocha, čímž se úroveň hokeje znatelně zvýšila. Během několika málo let patřil karlovarský hokej mezi českou špičku. Největší slávy dosáhl klub v sezónách 1951–52, 1952–53, 1953–54, 1954–55, kdy karlovarští hokejisté bojovali v nejvyšší soutěži, tehdy nazývanou Přebor republiky. V těchto sezónách měli často desetitisícové návštěvy. V roce 1953 byl tým přejmenován na Dynamo. Za velký úspěch se dá považovat výsledek 2:3 s Lokomotivou Moskva nebo vítězství 8:5 nad českým národním týmem, připravujícím se na mistrovství světa. V sezóně 1954-55 utrpěli mnozí klíčoví hráči těžké zranění a tým se propadl do druhé ligy. V druhé lize sice patřili vždy mezi nejlepší, návrat do první ligy se jim ale nikdy nepovedl. V roce 1965 byl tým opět přejmenován na Slavia. 
Další zlom k horšímu přišel koncem sedmdesátých let, kdy stadion začal chátrat a nebyl už vhodný pro hraní hokeje. Město se rozhodlo, že postaví dvě ledové plochy. Nejprve se začala stavět tréninková plocha, která byla dostavěna v roce 1975. Vedle ní měl vzniknout stadion na zápasy, ten bohužel nebyl nikdy postaven. Koncem osmdesátých let byla tato hala aspoň zastřešena. V roce 1990 se začaly na stadionu dostavovat šatny, vzduchotechnika, pořádné chlazení, mantinely s plexiskly, zkrátka vše co stadionu od samého začátku chybělo. Velká finanční zátěž, spojená s nezájmem města, způsobila, že se klub propadl až do krajského přeboru (pozn.: 1) Extraliga, 2) 1. liga, 3) 2. liga, 4) krajské přebory). 
Obrat nastal v roce 1991, kdy se klubu zhostilo schopné vedení a klub dostal štědrého sponzora: firmu Jan Becher. Název týmu byl od sezony 1993/1994 změněn na HC Slavia Becherovka Karlovy Vary (od sezony 1996/1997 HC Becherovka Karlovy Vary). V roce 1995 se tým dostal do první ligy a už v roce 1997 se týmu podařilo probojovat do extraligy. Sice se jim nepodařilo porazit Opavu v baráži, ale odkoupili práva krachující Olomouce. 
V roce 2002 dostal tým nového sponzora, Sokolovskou uhelnou a. s., a byl přejmenován na HC Energie. V sezóně 2007/2008 se tým vedený trenérem Zdeňkem Venerou dokázal probojovat až do finále, kde nakonec v sedmizápasové bitvě podlehl pražské Slavii. Vše si vynahradil o rok později, kdy pod vedením trenéra Josefa Palečka a kapitána Václava Skuhravého v repríze loňského finále Energie zvítězila 4:2 na zápasy, a slavila tak zisk svého prvního mistrovského titulu. Nejlepším hráčem play-off byl v této mistrovské sezóně vyhlášen Lukáš Mensator. Poslední, šesté finále v sezóně 2008/2009 bylo také posledním utkáním sehraným ve staré hale v Dolní Kamenné. Od další sezóny se tým přestěhoval do nově postavené KV Arény.
V roce 2017 přišel tým o hlavního sponzora Sokolovskou uhelnou a sezónu 2017/18 hrál v druhé nejvyšší soutěži. Další rok se však tým do Extraligy navrátil. V sezoně 2018/19, první po návratu do Extraligy, tým vybojoval konečné 12. místo.
K nejznámějším odchovancům karlovarského hokeje patří Václav Šinágl, Lukáš Mensator či Tomáš Vokoun.

## Historické názvy
Zdroj: 
- 1932 – SK Slavia Karlovy Vary (Sportovní klub Slavia Karlovy Vary)
- 1951 – RKV Sokol Slavia Karlovy Vary
- 1953 – RKV Dynamo Karlovy Vary
- 1956 – DSO Dynamo Karlovy Vary (Dobrovolná sportovní organizace Dynamo Karlovy Vary)
- 1965 – TJ Slavia Karlovy Vary (Tělovýchovná jednota Slavia Karlovy Vary)
- 1974 – TJ Slavia PS Karlovy Vary (Tělovýchovná jednota Slavia Pozemní stavby Karlovy Vary)
- 1991 – HC Slavia Karlovy Vary (Hockey Club Slavia Karlovy Vary)
- 1994 – HC Slavia Becherovka Karlovy Vary (Hockey Club Slavia Becherovka Karlovy Vary)
- 1996 – HC Becherovka Karlovy Vary (Hockey Club Becherovka Karlovy Vary)
- 2002 – HC Energie Karlovy Vary (Hockey Club Energie Karlovy Vary)

## Získané trofeje
- Česká hokejová extraliga ( 1× )
  - 2008/09

## Statistiky

### Přehled ligové účasti

#### Stručný přehled
Zdroj: 
- 1946–1947: Západočeská divize – sk. A (2. ligová úroveň v Československu)
- 1947–1949: Západočeská I. A třída – sk. ? (3. ligová úroveň v Československu)
- 1949–1950: Oblastní soutěž – sk. A1 (2. ligová úroveň v Československu)
- 1950–1951: Oblastní soutěž – sk. B (2. ligová úroveň v Československu)
- 1951–1953: 1. liga – sk. A (1. ligová úroveň v Československu)
- 1953–1956: 1. liga – sk. B (1. ligová úroveň v Československu)
- 1956–1957: 2. liga – sk. B (2. ligová úroveň v Československu)
- 1957–1969: 2. liga – sk. A (2. ligová úroveň v Československu)
- 1969–1971: 1. ČNHL – sk. A (2. ligová úroveň v Československu)
- 1971–1972: Divize – sk. B (3. ligová úroveň v Československu)
- 1972–1973: 1. ČNHL – sk. A (2. ligová úroveň v Československu)
- 1973–1979: 2. ČNHL – sk. A (3. ligová úroveň v Československu)
- 1979–1983: Západočeský krajský přebor (3. ligová úroveň v Československu)
- 1983–1985: 2. ČNHL – sk. A (3. ligová úroveň v Československu)
- 1985–1990: Západočeský krajský přebor (4. ligová úroveň v Československu)
- 1990–1993: 2. ČNHL – sk. A (3. ligová úroveň v Československu)
- 1993–1995: 2. liga – sk. Západ (3. ligová úroveň v České republice)
- 1995–1997: 1. liga (2. ligová úroveň v České republice)
- 1997–2017: Extraliga (1. ligová úroveň v České republice)
- 2017–2018: 1. liga (2. ligová úroveň v České republice)
- 2018– : Extraliga (1. ligová úroveň v České republice)

#### Jednotlivé ročníky
Zdroj: 
Legenda: červené podbarvení - sestup, zelené podbarvení - postup, fialové podbarvení - reorganizace, změna skupiny či soutěže
| Československo (1946 – 1993) |                                |        |    |     |                                                                |          |                  |
| Ročník                       | Soutěž                         | Úroveň | PK | ZČ  | Play-off                                                       | Cel. um. | Pozn.            |
| 1946/1947                    | Západočeská divize – sk. A     | 2.     | 6  | 6.  |                                                                | 6.       | Sestup           |
| 1947/1948                    | Západočeská I. A třída – sk. ? | 3.     | ?  | –.  |                                                                | –.       | Soutěž nedohrána |
| 1948/1949                    | Západočeská I. A třída – sk. ? | 3.     | ?  | 1.  |                                                                | 1.       | Postup           |
| 1949/1950                    | Oblastní soutěž – sk. A1       | 2.     | 5  | 1.  |                                                                | 1.       | Reorganizace     |
| 1950/1951                    | Oblastní soutěž – sk. B        | 2.     | 8  | 3.  |                                                                | 3.       | O postup         |
| 1951/1952                    | 1. liga – sk. A                | 1.     | 6  | 5.  |                                                                | 5.       |                  |
| 1952/1953                    | 1. liga – sk. A                | 1.     | 7  | 4.  |                                                                | 4.       | Změna skupiny    |
| 1953/1954                    | 1. liga – sk. B                | 1.     | 6  | 4.  |                                                                | 4.       |                  |
| 1954/1955                    | 1. liga – sk. B                | 1.     | 8  | 3.  |                                                                | 3.       |                  |
| 1955/1956                    | 1. liga – sk. B                | 1.     | 8  | 8.  |                                                                | 8.       | Sestup           |
| 1956/1957                    | 2. liga – sk. B                | 2.     | 6  | 2.  |                                                                | 2.       | Změna skupiny    |
| 1957/1958                    | 2. liga – sk. A                | 2.     | 9  | 2.  |                                                                | 2.       |                  |
| 1958/1959                    | 2. liga – sk. A                | 2.     | 12 | 3.  |                                                                | 3.       |                  |
| 1959/1960                    | 2. liga – sk. A                | 2.     | 12 | 3.  |                                                                | 3.       |                  |
| 1960/1961                    | 2. liga – sk. A                | 2.     | 12 | 7.  |                                                                | 7.       |                  |
| 1961/1962                    | 2. liga – sk. A                | 2.     | 12 | 10. |                                                                | 10.      |                  |
| 1962/1963                    | 2. liga – sk. A                | 2.     | 12 | 5.  |                                                                | 5.       |                  |
| 1963/1964                    | 2. liga – sk. A                | 2.     | 8  | 7.  |                                                                | 7.       |                  |
| 1964/1965                    | 2. liga – sk. A                | 2.     | 8  | 3.  |                                                                | 3.       |                  |
| 1965/1966                    | 2. liga – sk. A                | 2.     | 8  | 5.  |                                                                | 5.       |                  |
| 1966/1967                    | 2. liga – sk. A                | 2.     | 8  | 7.  |                                                                | 7.       |                  |
| 1967/1968                    | 2. liga – sk. A                | 2.     | 8  | 5.  |                                                                | 5.       |                  |
| 1968/1969                    | 2. liga – sk. A                | 2.     | 16 | 14. |                                                                | 14.      | Reorganizace     |
| 1969/1970                    | 1. ČNHL – sk. A                | 2.     | 16 | 13. |                                                                | 13.      |                  |
| 1970/1971                    | 1. ČNHL – sk. A                | 2.     | 16 | 16. |                                                                | 16.      | Sestup           |
| 1971/1972                    | Divize – sk. B                 | 3.     | 7  | 1.  |                                                                | 1.       | Kvalifikace      |
| 1972/1973                    | 1. ČNHL – sk. A                | 2.     | 16 | 16. |                                                                | 16.      | Reorganizace     |
| 1973/1974                    | 2. ČNHL – sk. A                | 3.     | 8  | 3.  |                                                                | 3.       |                  |
| 1974/1975                    | 2. ČNHL – sk. A                | 3.     | 8  | 5.  |                                                                | 5.       |                  |
| 1975/1976                    | 2. ČNHL – sk. A                | 3.     | 8  | 6.  |                                                                | 6.       |                  |
| 1976/1977                    | 2. ČNHL – sk. A                | 3.     | 8  | 6.  |                                                                | 6.       |                  |
| 1977/1978                    | 2. ČNHL – sk. A                | 3.     | 9  | 7.  |                                                                | 7.       |                  |
| 1978/1979                    | 2. ČNHL – sk. A                | 3.     | 10 | 6.  |                                                                | 6.       | Reorganizace     |
| 1979/1980                    | Krajský přebor                 | 3.     | ?  | ?.  |                                                                | ?.       |                  |
| 1980/1981                    | Krajský přebor                 | 3.     | ?  | ?.  |                                                                | ?.       |                  |
| 1981/1982                    | Krajský přebor                 | 3.     | ?  | ?.  |                                                                | ?.       |                  |
| 1982/1983                    | Krajský přebor                 | 3.     | ?  | ?.  |                                                                | ?.       | Reorganizace     |
| 1983/1984                    | 2. ČNHL – sk. A                | 3.     | 8  | 6.  |                                                                | 6.       |                  |
| 1984/1985                    | 2. ČNHL – sk. A                | 3.     | 8  | 8.  |                                                                | 8.       | Sestup           |
| 1985/1986                    | Krajský přebor                 | 4.     | ?  | ?.  |                                                                | ?.       |                  |
| 1986/1987                    | Krajský přebor                 | 4.     | ?  | ?.  |                                                                | ?.       |                  |
| 1987/1988                    | Krajský přebor                 | 4.     | ?  | ?.  |                                                                | ?.       |                  |
| 1988/1989                    | Krajský přebor                 | 4.     | ?  | ?.  |                                                                | ?.       |                  |
| 1989/1990                    | Krajský přebor                 | 4.     | ?  | 1.  |                                                                | 1.       | Postup           |
| 1990/1991                    | 2. ČNHL – sk. A                | 3.     | 10 | 10. |                                                                | 10.      | sk. o udr.       |
| 1991/1992                    | 2. ČNHL – sk. A                | 3.     | 8  | 1.  |                                                                | 1.       | Semifinále       |
| 1992/1993                    | 2. ČNHL – sk. A                | 3.     | 8  | 3.  |                                                                | 3.       | Reorganizace     |
| Česko (1993 – )              |                                |        |    |     |                                                                |          |                  |
| Ročník                       | Soutěž                         | Úroveň | PK | ZČ  | Play-off                                                       | Cel. um. | Pozn.            |
| 1993/1994                    | 2. liga – sk. Západ            | 3.     | 16 | 2.  | Ne                                                             | 2.       |                  |
| 1994/1995                    | 2. liga – sk. Západ            | 3.     | 16 | 1.  | Ne                                                             | 1.       | Baráž            |
| 1995/1996                    | 1. liga                        | 2.     | 14 | 3.  | Semifinále (prohra 1:2 na zápasy s HC Precheza Přerov)         | 3.       |                  |
| 1996/1997                    | 1. liga                        | 2.     | 14 | 1.  | Ne                                                             | 1.       | Baráž            |
| 1997/1998                    | Extraliga                      | 1.     | 14 | 13. | Ne                                                             | 13.      |                  |
| 1998/1999                    | Extraliga                      | 1.     | 14 | 11. | Ne                                                             | 11.      |                  |
| 1999/2000                    | Extraliga                      | 1.     | 14 | 11. | Ne                                                             | 11.      |                  |
| 2000/2001                    | Extraliga                      | 1.     | 14 | 14. | Ne                                                             | 14.      | Baráž            |
| 2001/2002                    | Extraliga                      | 1.     | 14 | 10. | Ne                                                             | 10.      |                  |
| 2002/2003                    | Extraliga                      | 1.     | 14 | 10. | Ne                                                             | 10.      |                  |
| 2003/2004                    | Extraliga                      | 1.     | 14 | 12. | Ne                                                             | 12.      |                  |
| 2004/2005                    | Extraliga                      | 1.     | 14 | 10. | Ne                                                             | 10.      |                  |
| 2005/2006                    | Extraliga                      | 1.     | 14 | 10. | Ne                                                             | 10.      |                  |
| 2006/2007                    | Extraliga                      | 1.     | 14 | 7.  | Předkolo (prohra 0:3 na zápasy s HC Oceláři Třinec)            | 9.       |                  |
| 2007/2008                    | Extraliga                      | 1.     | 14 | 4.  | Finále (prohra 3:4 na zápasy s HC Slavia Praha)                | 2.       |                  |
| 2008/2009                    | Extraliga                      | 1.     | 14 | 6.  | Finále (výhra 4:2 na zápasy nad HC Slavia Praha)               | 1.       |                  |
| 2009/2010                    | Extraliga                      | 1.     | 14 | 11. | Ne                                                             | 13.      | sk. o udr.       |
| 2010/2011                    | Extraliga                      | 1.     | 14 | 10. | Předkolo (prohra 2:3 na zápasy s HC Slavia Praha)              | 10.      |                  |
| 2011/2012                    | Extraliga                      | 1.     | 14 | 11. | Ne                                                             | 11.      | sk. o udr.       |
| 2012/2013                    | Extraliga                      | 1.     | 14 | 12. | Ne                                                             | 12.      | sk. o udr.       |
| 2013/2014                    | Extraliga                      | 1.     | 14 | 12. | Ne                                                             | 12.      | sk. o udr.       |
| 2014/2015                    | Extraliga                      | 1.     | 14 | 12. | Ne                                                             | 11.      | sk. o udr.       |
| 2015/2016                    | Extraliga                      | 1.     | 14 | 14. | Ne                                                             | 14.      | Baráž            |
| 2016/2017                    | Extraliga                      | 1.     | 14 | 13. | Ne                                                             | 13.      | Baráž            |
| 2017/2018                    | 1. liga                        | 2.     | 14 | 1.  | Semifinále (výhra 4:0 na zápasy nad HC Slavia Praha)           | 1.       | Baráž            |
| 2018/2019                    | Extraliga                      | 1.     | 14 | 12. | Ne                                                             | 12.      | sk. o udr.       |
| 2019/2020                    | Extraliga                      | 1.     | 14 | 9.  | play-off zrušeno kvůli pandemii covidu-19                      |          |                  |
| 2020/2021                    | Extraliga                      | 1.     | 14 | 10. | Předkolo (prohra 1:3 na zápasy s HC Dynamo Pardubice)          | 11.      |                  |
| 2021/2022                    | Extraliga                      | 1.     | 15 | 12. | Předkolo (prohra 0:3 na zápasy s HC Dynamo Pardubice)          | 12.      |                  |
| 2022/2023                    | Extraliga                      | 1.     | 15 | 9.  | Předkolo (prohra 1:3 na zápasy s HC Olomouc)                   | 9.       |                  |
| 2023/2024                    | Extraliga                      | 1.     | 14 | 11. | Předkolo (prohra 0:3 na zápasy s Banes Motor České Budějovice) | 11.      |                  |
| 2024/2025                    | Extraliga                      | 1.     | 14 | 5.  | Čtvrtfinále (prohra 2:4 na zápasy s HC Kometa Brno)            | 5.       |                  |
| 2025/2026                    | Extraliga                      | 1.     | 14 |     |                                                                |          |                  |

### Přehled kapitánů a trenérů v jednotlivých sezónách
| Sezóna    | Soutěž    | Kapitán                   | Trenéři | Soupiska |
| --------- | --------- | ------------------------- | --- | -------- |
| 1997/1998 | Extraliga | Pavel Bláha               | Milan Kašpárek, Karel Trachta                                                                                  |          |
| 1998/1999 | Extraliga | Pavel Bláha               | Josef Beránek starší, Karel Trachta - Milan Kašpárek                                                           |          |
| 1999/2000 | Extraliga | Petr Pavlas               | Miloš Říha, Martin Pešout                                                                                      |          |
| 2000/2001 | Extraliga | Libor Procházka           | Miloš Říha, Martin Pešout - Radim Rulík, Tomáš Herstus - Marek Sýkora, Radim Rulík                             |          |
| 2001/2002 | Extraliga | Jaromír Kverka            | Marek Sýkora, Radim Rulík                                                                                      | Zde      |
| 2002/2003 | Extraliga | Michal Mádl               | Marek Sýkora, Jan Votruba                                                                                      | Zde      |
| 2003/2004 | Extraliga | Ladislav Svoboda          | Miloslav Hořava, Radim Rulík - Richard Farda, Radim Rulík                                                      | Zde      |
| 2004/2005 | Extraliga | František Ptáček          | Pavel Pazourek, Radim Rulík - Radim Rulík, Václav Baďouček                                                     | Zde      |
| 2005/2006 | Extraliga | František Ptáček          | Zdeněk Venera, Václav Baďouček, Pavel Kněžický                                                                 | Zde      |
| 2006/2007 | Extraliga | František Ptáček          | Zdeněk Venera, Václav Baďouček, Pavel Kněžický                                                                 | Zde      |
| 2007/2008 | Extraliga | Václav Skuhravý           | Zdeněk Venera, Václav Baďouček, Pavel Kněžický                                                                 | Zde      |
| 2008/2009 | Extraliga | Václav Skuhravý           | Josef Paleček, Mikuláš Antonik, Pavel Kněžický                                                                 | Zde      |
| 2009/2010 | Extraliga | Václav Skuhravý           | Josef Paleček, Mikuláš Antonik - Pavel Hynek, Mikuláš Antonik - Josef Paleček, Mikuláš Antonik, Pavel Kněžický | Zde      |
| 2010/2011 | Extraliga | Václav Skuhravý           | Antonín Stavjaňa, Václav Baďouček, Pavel Kněžický - Václav Baďouček, Martin Pešout, Pavel Kněžický             | Zde      |
| 2011/2012 | Extraliga | Václav Skuhravý           | Václav Baďouček, Martin Pešout, Pavel Kněžický - Vladimír Kýhos, Martin Pešout, Pavel Kněžický                 | Zde      |
| 2012/2013 | Extraliga | Martin Zaťovič            | Vladimír Kýhos, Martin Pešout, Pavel Kněžický - Richard Žemlička, Jaromír Kverka, Pavel Kněžický               | Zde      |
| 2013/2014 | Extraliga | Martin Zaťovič            | Richard Žemlička, Karel Mlejnek, Pavel Kněžický - Karel Mlejnek, Jaromír Kverka, Pavel Kněžický                | Zde      |
| 2014/2015 | Extraliga | Radek Duda                | Karel Mlejnek, Jaromír Kverka, Pavel Kněžický                                                                  | Zde      |
| 2015/2016 | Extraliga | Radek Duda, Radim Bičánek | Karel Mlejnek, Tomáš Mariška, Pavel Kněžický - Peter Oremus - Karel Mlejnek, Tomáš Mariška , Mikuláš Antonik   | Zde      |
| 2016/2017 | Extraliga | Václav Skuhravý           | Jan Tlačil, Mikuláš Antonik, Pavel Kněžický                                                                    | Zde      |
| 2017/2018 | 1. liga   | Václav Skuhravý           | Martin Pešout, Tomáš Mariška, Pavel Kněžický                                                                   | Zde      |
| 2018/2019 | Extraliga | Václav Skuhravý           | Martin Pešout, Tomáš Mariška, Pavel Kněžický                                                                   | Zde      |
| 2019/2020 | Extraliga | Václav Skuhravý           | Martin Pešout, Tomáš Mariška, Pavel Kněžický                                                                   | Zde      |
| 2020/2021 | Extraliga | Václav Skuhravý           | Martin Pešout, Tomáš Mariška, Pavel Kněžický                                                                   | Zde      |
| 2021/2022 | Extraliga | Tomáš Vondráček           | Martin Pešout, Tomáš Mariška, Pavel Kněžický                                                                   | Zde      |
| 2022/2023 | Extraliga | Tomáš Vondráček           | David Bruk, Václav Skuhravý, Jakub Grof                                                                        | Zde      |
| 2023/2024 | Extraliga | Jiří Černoch              | David Bruk, Václav Skuhravý, Jakub Grof                                                                        | Zde      |
| 2024/2025 | Extraliga | Jiří Černoch              | Pavel Patera, David Moravec                                                                                    | Zde      |
| 2025/2026 | Extraliga |                           | | Zde      |

### Celkový přehled výsledků v nejvyšší soutěži
- Stav po sezoně 2013/14.

| Soutěž                       | Sezon | Fáze sezony                | Zápasy | Výhry | Vp | Remízy | Pp | Prohry | VB   | OB   | Bilance |
| ---------------------------- | ----- | -------------------------- | ------ | ----- | -- | ------ | -- | ------ | ---- | ---- | ------- |
| Československá hokejová liga | 5     | Základní část              | 60     | 18    | 0  | 5      | 0  | 37     | 261  | 345  | -84     |
| Československá hokejová liga | 5     | O umístění                 | 5      | 2     | 0  | 2      | 0  | 1      | 31   | 15   | +16     |
| Československá hokejová liga | 5     | Celkem                     | 65     | 20    | 0  | 7      | 0  | 38     | 292  | 360  | -68     |
| Extraliga ledního hokeje     | 17    | Základní část              | 884    | 283   | 63 | 64     | 74 | 400    | 2277 | 2599 | -322    |
| Extraliga ledního hokeje     | 17    | Baráž/o udržení            | 49     | 19    | 5  | 0      | 6  | 19     | 145  | 146  | -1      |
| Extraliga ledního hokeje     | 17    | Play-off                   | 43     | 20    | 5  | 0      | 5  | 13     | 131  | 107  | +24     |
| Extraliga ledního hokeje     | 17    | Celkem                     | 976    | 322   | 73 | 64     | 85 | 432    | 2553 | 2852 | -299    |
| Celkem                       | 22    | Základní část              | 944    | 301   | 63 | 69     | 74 | 437    | 2538 | 2944 | -406    |
| Celkem                       | 22    | Baráž/o umístění/o udržení | 54     | 21    | 5  | 2      | 6  | 20     | 176  | 161  | +15     |
| Celkem                       | 22    | Play-off                   | 43     | 20    | 5  | 0      | 5  | 13     | 131  | 107  | +24     |
| Celkem                       | 22    | Celkem                     | 1041   | 342   | 73 | 71     | 85 | 470    | 2845 | 3212 | -367    |

### Nejlepší hráči podle sezon
| 1997/1998 |
| 1998/1999 |
| 1999/2000 |
| 2000/2001 |
| 2001/2002 |
| 2002/2003 |
| 2003/2004 |
| 2004/2005 |
| 2005/2006 |
| 2006/2007 |
| 2007/2008 |
| 2008/2009 |
| 2009/2010 |
| 2010/2011 |
| 2011/2012 |
| 2012/2013 |
| 2013/2014 |
| 2014/2015 |
| 2015/2016 |
| 2016/2017 |
| 2017/2018 |
| 2018/2019 |
| 2019/2020 |
| 2020/2021 |
| 2021/2022 |
| 2022/2023 |
| 2023/2024 |
| 2024/2025 |

| Ondřej Steiner   | 15 |
| Pavel Janků      | 19 |
| Tomáš Chlubna    | 19 |
| Róbert Tomík     | 25 |
| Libor Pavliš     | 19 |
| Ladislav Svoboda | 19 |
| Petr Kumstát     | 16 |
| Petr Kumstát     | 12 |
| Petr Kumstát     | 16 |
| Petr Kumstát     | 21 |
| Václav Skuhravý  | 20 |
| Petr Kumstát     | 18 |
| Petr Kumstát     | 17 |
| David Hruška     | 19 |
| Petr Kumstát     | 27 |
| Lukáš Pech       | 22 |
| Martin Zaťovič   | 20 |
| Radek Duda       | 19 |
| Tomáš Rachůnek   | 14 |
| Václav Skuhravý  | 15 |
| Jakub Flek       | 22 |
| Dávid Gríger     | 18 |
| Tomáš Rachůnek   | 25 |
| Jakub Flek       | 18 |
| Tomáš Vondráček  | 21 |
| Petr Koblasa     | 18 |
| Dávid Gríger     | 16 |
| Ondřej Beránek   | 30 |

| Ondřej Steiner                                | 22 |
| Martin Rousek                                 | 24 |
| Petr Pavlas                                   | 30 |
| Róbert Tomík                                  | 27 |
| Jan Alinč                                     | 24 |
| Martin Hlavačka                               | 24 |
| František Ptáček                              | 15 |
| Martin Hlavačka                               | 20 |
| Václav Skuhravý                               | 20 |
| Václav Skuhravý                               | 17 |
| Petr Kumstát                                  | 13 |
| Petr Kumstát                                  | 27 |
| Václav Skuhravý                               | 29 |
| Lukáš Pech                                    | 26 |
| Lukáš Pech                                    | 30 |
| Lukáš Pech                                    | 35 |
| Stanislav Balán                               | 19 |
| Stanislav Balán                               | 18 |
| Rostislav Marosz                              | 24 |
| Maurice Patrick Mullane                       | 14 |
| Tomáš Rachůnek                                | 28 |
| Tomáš Rachůnek                                | 22 |
| Tomáš Rachůnek                                | 27 |
| David Kaše                                    | 19 |
| Martin Kohout                                 | 24 |
| Tomáš Rachůnek                                | 24 |
| Dávid Gríger, Jiří Černoch, Iikka Kangasniemi | 17 |
| Jiří Černoch                                  | 31 |

| Ondřej Steiner   | 37 |
| Jaromír Kverka   | 34 |
| Martin Filip     | 35 |
| Róbert Tomík     | 52 |
| Jan Alinč        | 34 |
| Ladislav Svoboda | 39 |
| Václav Skuhravý  | 25 |
| Lubomír Hurtaj   | 29 |
| Václav Skuhravý  | 31 |
| Václav Skuhravý  | 37 |
| Petr Kumstát     | 32 |
| Petr Kumstát     | 45 |
| Petr Kumstát     | 37 |
| Lukáš Pech       | 40 |
| Lukáš Pech       | 45 |
| Lukáš Pech       | 57 |
| Martin Zaťovič   | 37 |
| Radek Duda       | 36 |
| Tomáš Rachůnek   | 36 |
| Václav Skuhravý  | 27 |
| Tomáš Rachůnek   | 42 |
| Dávid Gríger     | 33 |
| Tomáš Rachůnek   | 52 |
| Jakub Flek       | 35 |
| Tomáš Vondráček  | 41 |
| Jiří Černoch     | 31 |
| Dávid Gríger     | 33 |
| Ondřej Beránek   | 50 |

| Pavel Bláha      | 60  |
| Jan Snopek       | 83  |
| Martin Rousek    | 56  |
| Libor Procházka  | 99  |
| Martin Hlavačka  | 105 |
| Martin Hlavačka  | 94  |
| Václav Skuhravý  | 119 |
| Václav Skuhravý  | 127 |
| Václav Skuhravý  | 180 |
| Václav Skuhravý  | 178 |
| Marek Melenovský | 107 |
| Václav Skuhravý  | 92  |
| Václav Skuhravý  | 134 |
| Jakub Čutta      | 88  |
| Václav Skuhravý  | 123 |
| Jiří Doležal     | 71  |
| Michal Gulaši    | 74  |
| Václav Skuhravý  | 212 |
| Rostislav Marosz | 54  |
| Václav Skuhravý  | 102 |
| Václav Skuhravý  | 84  |
| Václav Skuhravý  | 80  |
| Václav Skuhravý  | 80  |
| Václav Skuhravý  | 70  |
| Ondřej Dlapa     | 81  |
| Ondřej Dlapa     | 108 |
| Jiří Černoch     | 58  |
| Roberts Mamčics  | 49  |

## Účast v mezinárodních pohárech
Zdroj: 
Legenda: SP - Spenglerův pohár, EHP - Evropský hokejový pohár, EHL - Evropská hokejová liga, SSix - Super six, IIHFSup - IIHF Superpohár, VC - Victoria Cup, HLMI - Hokejová liga mistrů IIHF, ET - European Trophy, HLM - Hokejová liga mistrů, KP – Kontinentální pohár
- SP 2008 – Základní skupina (4. místo)
- SP 2009 – Základní skupina (5. místo)

## Mistrovská sestava
| Titul | Sezóna    | Hráči |
| ----- | --------- | --- |
| 1.    | 2008/2009 | Brankáři: Lukáš Mensator • Lukáš Sáblík Obránci: František Bombic • Kamil Černý • Jakub Čutta • Michal Dobroň • Miroslav Duben • Jakub Grof • Jiří Hanzlík • Vojtěch Kloz• Petr Mudroch• Ondřej Němec • Roman Prošek • Josef Řezníček • Tomáš Schmidt Útočníci: Jakub Bauer • Václav Skuhravý • Vít Budínský • Rastislav Dej • Milan Hluchý • Jan Košťál • Jaroslav Kristek • Pavel Kuběna • Petr Kumstát • Marek Melenovský • Lukáš Pech • Milan Procházka • Petr Sailer • František Skladaný • Martin Zaťovič • David Zucker Trenéři: Josef Paleček • Mikuláš Antoník • Pavel Kněžický |

## Individuální trofeje
| Počet                     | Hráč           | Roky      |
| ------------------------- | -------------- | --------- |
| Vítěz kanadského bodování |                |           |
| 0                         |                |           |
| Nejlepší střelec ligy     |                |           |
| 1                         | Petr Kumstát   | 2011/2012 |
| 1                         | Ondřej Beránek | 2024/2025 |
| Nejlepší nahrávač         |                |           |
| 0                         |                |           |
| Nejlepší brankář          |                |           |
| 1                         | Lukáš Mensator | 2008/2009 |
| Nejlepší nováček          |                |           |
| 1                         | Jan Bednář     | 2018/2019 |
| Nejproduktivnější obránce |                |           |
| 0                         |                |           |
| Nejlepší obránce          |                |           |
| 0                         |                |           |
| Hokejista sezóny          |                |           |
| 1                         | Ondřej Beránek | 2024/2025 |
| Nejlepší hráč play off    |                |           |
| 1                         | Lukáš Mensator | 2008/2009 |
| Nejlepší trenér           |                |           |
| 0                         |                |           |